# Laguna Glaciar
La laguna Glaciar est un lac glaciaire situé près de la ville de Sorata dans le département de La Paz en Bolivie. Il se trouve sur le macizo del Illampu-Ancohuma à une altitude de 5 038 m à côté d'un glacier de 30 mètres de haut, le sixième plus grand au monde. Ce lac mesure 780 m de long et 360 m de large pour une superficie de 0,2 km2.
La superficie du lac a diminué les 50 dernières années à cause du réchauffement climatique.